# IC 4327
IC 4327 — галактика типа SBc в созвездии Центавр. Поверхностная яркость — 12,9 mag/arcmin². Этот объект входит в число перечисленных в оригинальной редакции «Нового общего каталога».